# JWH-150
JWH-150，化学名N-正丁基-5-苯基-3-(1-萘甲酰基)吡咯，分子式C
25H
23NO，属于萘甲酰基吡咯类JWH系列大麻素，是大麻素受体CB1和CB2的激动剂。